# Burgstall Schlössle (Bopfingen)
Der Burgstall Schlössle ist eine abgegangene Höhenburg auf 590 m ü. NN im Waldgebiet „Schlössle“ über der Straße nach Michelfeld, 1000 Meter südwestlich von Aufhausen, einem Stadtteil von Bopfingen im Ostalbkreis in Baden-Württemberg.
Die Geschichte dieser kleinen Burg ist bis heute völlig unbekannt, von der vermutlich hochmittelalterlichen kleinen Burganlage waren 1896 noch Mauerreste sichtbar. In einem damaligen Fundbericht stand: Der obere Raum mit alten Mauerresten ist 35 m lang, 20 m breit und vom Plateau durch einen in den Fels gerissenen, 10 bis 12 m breiten und 7,5 m tiefen Graben getrennt. Heute zeigt der Burgstall noch einen winkelförmig angelegten Burggraben.